# Abietinaria interversa
Abietinaria interversa is een hydroïdpoliep uit de familie Sertulariidae. De poliep komt uit het geslacht Abietinaria. Abietinaria interversa werd in 1900 voor het eerst wetenschappelijk beschreven door Pictet & Bedot. 